# Hutzler's
Hutzler's, of Hutzler Brothers Company, was een warenhuis dat in 1858 in Baltimore werd opgericht door Abram G. Hutzler (1836-1927). Hutzler's begon als een kleine textielwinkel op de hoek van Howard Street en Clay Street in het centrum van Baltimore en groeide uiteindelijk uit tot een keten van tien warenhuizen in Maryland. 

## Geschiedenis

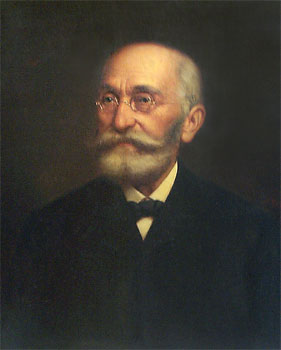
Moses Hutzler gaf krediet aan zijn zoon Abram om het bedrijf te starten, maar was verder niet bij de onderneming betrokken

Op 23-jarige leeftijd was Abram Hutzler nog niet oud genoeg om krediet te krijgen en liet zijn vader, Moses Hutzler juli 1858 de officiële documenten ondertekenen die Abram nodig had om de winkel te openen. Hoewel de winkel oorspronkelijk onder de naam M. Hutzler & Son opereerde, was Moses Hutzler verder niet bij de zaak betrokken. 
Nadat Abram in 1867 zijn twee broers, Charles en David, in de zaak had betrokken, werd de winkel uiteindelijk door David gerund, terwijl Abram en Charles een groothandelszaak runden. De winkel breidde zich in 1874, 1881 en 1887 uit naar drie andere winkelpanden aan Howard Street, en groeide geleidelijk uit in een warenhuis.  Abram en Charles stopten in 1888 met de groothandel om zich te concentreren op de detailhandelsactiviteiten van het bedrijf. 
De oorspronkelijke locaties aan Howard Street werden in 1888 afgebroken en vervangen door het vijf verdiepingen tellende Hutzler Brothers Palace Building, ontworpen door het architectenbureau Baldwin &amp; Pennington. Het gebouw is een voorbeeld van neoklassieke architectuur en werd in 1984 toegevoegd aan het National Register of Historic Places. De buitenkant kenmerkt zich door de grijze Nova Scotia-steen, versierd met arabeske hoofden en gebladerte, en grote etalages. Aan de kant van Clay Street werd een sluitsteen met de afbeelding van Moses Hutzler boven een etalage geplaatst. De nieuwe winkel was verdeeld in verschillende afdelingen en bood werk aan 200 werknemers. 
In 1908 werd het bedrijf opgericht als Hutzler Brothers Company of Baltimore City. Dit werd later gewijzigd in Hutzler Brothers Company.
Toen Hutzler's in 1917 op de vierde verdieping van het Palace-gebouw haar Colonial Tea Room opende, dineerden er meer dan duizend mensen. Naast het feit dat de Tea Room een handige en populaire eetgelegenheid bood aan shoppers, diende het ook als locatie voor modeshows.

### Innovatieve retailpraktijken
Hutzler's was een vernieuwer op het gebied van retail en voerde in 1868 het beleid van één prijs in. Bij één prijsstelling betalen alle klanten dezelfde prijs, die door de winkel voor een specifiek artikel is vastgesteld, gedurende een specifieke periode. Dit beleid verving het proces van <i id="mwQQ">afdingen</i> en <i id="mwQg">onderhandelen</i> over prijzen die bepaald werden door de onderhandelingsvaardigheden van individuele klanten. Eén prijsstelling voor basisproducten werd al vóór de Burgeroorlog toegepast, maar Hutzler's was mogelijk de eerste detailhandelaar die dit beleid op zo'n breed scala aan goederen toepaste, op alle artikelen in de winkel.
Hutzler's was een van de eersten die een liberaal retourbeleid invoerde en restitutie verleende aan ontevreden klanten. Ook was het de eerste retailer in Maryland met een eigen wagenpark. Er wordt ook aangenomen dat het de eerste winkelketen was die geen discriminatie toepast op Afro-Amerikaanse klanten. Zij exploiteerden de eerste koopjesbalie tijdens de burgeroorlog. 

## Uitbreiding in het stadscentrum

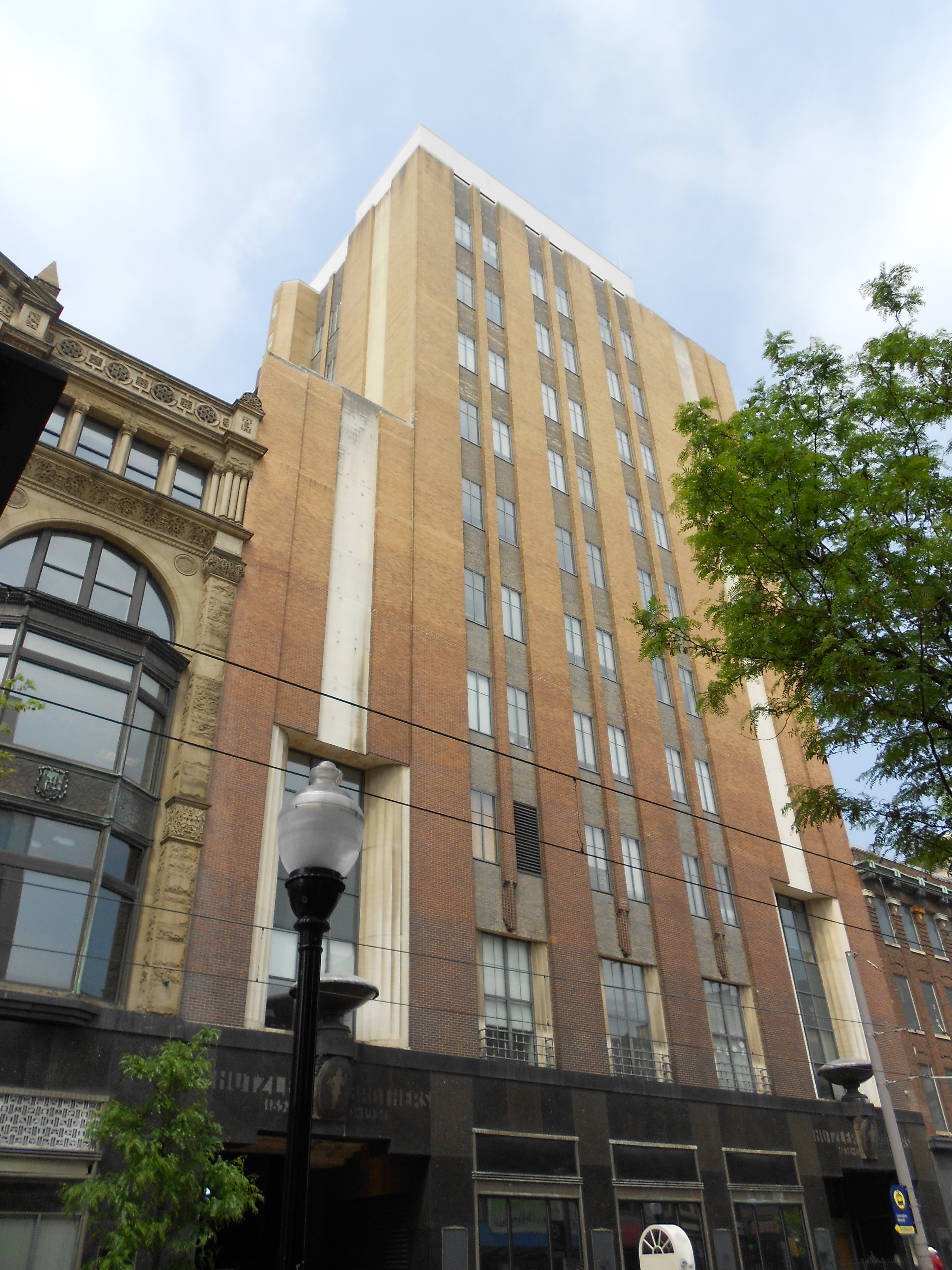
De "Tower" van Hutzler Brothers, gezien vanaf Howard Street, mei 2012

In 1916 werden aan de locatie van Hutzler in het centrum een gebouw van vijf verdiepingen aan Saratoga Street en twee kleinere gebouwen aan Howard Street toegevoegd. In 1924 werden er nog eens vijf verdiepingen aan het gebouw aan de Saratoga Street toegevoegd, waardoor het totaal op tien verdiepingen kwam. Hutzler's Downstairs, een verkooppunt voor afgeprijsde artikelen, werd in september 1929 in de kelder van de winkel geopend.
Op 1 oktober 1932 werd een uitbreiding van de winkel in het stadscentrum in art-decostijl met vijf verdiepingen geopend, beschreven als "Greater Hutzlers". Dit gebouw werd uiteindelijk uitgebreid tot negen verdiepingen en werd bekend als het Tower-gebouw. 
Toen het in de jaren 1950 het hoogtepunt van zijn activiteiten bereikte, besloeg de locatie in het stadscentrum 30.200 m² winkelruimte. 

## Uitbreiding in de voorsteden
In 1952, na bijna 100 jaar uitsluitend op de oorspronkelijke locatie, opende Hutzler's zijn eerste filiaal in Towson, Maryland. Andere winkels volgden in de Westview Mall, de Eastpoint Mall, het Southdale Center (deze locatie werd verplaatst naar de Harundale Mall), de Security Square Mall, de Harford Mall, de White Marsh Mall en de Salisbury Mall . In 1980 werd een kleine winkel geopend in het Inner Harbor-gebied.
De Hutzler's in Towson was ontworpen voor klanten die met de auto reisden in plaats van voor voetgangers. De winkel had dan ook niet de etalages van de winkel in het stadscentrum. Op de derde verdieping van het Towson Hutzler's konden gasten in de Valley View Room, ook wel bekend als de Tea Room, genieten van het uitzicht op het historische Hampton Mansion. Het restaurant in de winkel had een eigen bakkerij, waar onder meer Lady Baltimore-taart en Goucher-taart werden geserveerd. Net als de Tea Room in het Palace-gebouw in het stadscentrum werden er in de Valley View Room hier ook modeshows gehouden. 

### Neergang
Als reactie op de teruglopende zaken in de jaren 1980, nam Hutzler's in 1983 Angelo Arena van Marshall Field's aan om de leiding van het bedrijf over te nemen en de neerwaartse trend te keren. In het najaar van 1984 verplaatste hij de winkel in het stadscentrum van de oorspronkelijke locatie naar het nieuwe Atrium-gebouw ernaast, de locatie van de voormalige vestiging van Hochschild Kohn in het stadscentrum. Ook de naam "Palace" werd naar het nieuwe gebouw verplaatst. Toen Arena in 1983 kwam, was de Hutzler's Palace-winkel gekrompen tot 8.800 m²   winkeloppervlak. Door de verhuizing naar de nieuwe locatie in het Atrium-gebouw werd dit nog verder teruggebracht tot een oppervlakte van 6.500 m².
De verhuizing naar het Atrium was onderdeel van een vijfjarenplan, aangekondigd door Arena in augustus 1984, om vier vestigingen van Hochshild Kohn's te kopen en Hutzler's uit te breiden van acht naar vijftien winkels in de regio Baltimore. 
Arena's pogingen waren niet succesvol. Hutzler begon met het sluiten van winkels, eerst met de winkel in Inner Harbor in december 1986. De andere locaties volgden tot 1990, toen ze allemaal verdwenen waren. 
Hutzler's bleef gedurende de 132 jaar dat het bedrijf in Maryland bestond een familiebedrijf. De locatie in het stadscentrum is naar verluidt recordhouder van alle Amerikaanse warenhuizen voor het langst bestaande bestaan op een originele locatie. David A. Hutzler, die in 1976 tot de raad van bestuur van het bedrijf toetrad, bleef op zijn post tot het bedrijf in 1990 sloot, zonder dat er een faillissement of rechtszaak ontstond toen de activiteiten werden beëindigd en de activa werden geliquideerd. 